# Jim Larrañaga
Pour les articles homonymes, voir Larranaga.
James Joseph Larrañaga (né le 2 octobre 1949) est un entraîneur de basket-ball universitaire américain et l'entraîneur en chef des Hurricanes de l'université de Miami, depuis 2011. Auparavant, il a été entraîneur en chef de basket-ball masculin à l'American International College (en) de 1977 à 1979, des Falcons de l'université d'État de Bowling Green de 1986 à 1997 et des Patriots de l'université George-Mason de 1997 à 2011. Il entraîne lces derniers pendant treize saisons consécutives. Larrañaga a remporté plusieurs prix d'entraîneur national de l'année et a remporté plus de 600 matchs en tant qu'entraîneur-chef.

## Biographie

### Jeunesse et éducation
Jim Larrañaga grandit dans le Bronx, avec ses cinq frères et sœurs. Larrañaga fréquente le lycée Archbishop Molloy dans le Queens, où il joue dans l'université de basket-ball sous la direction de l'entraîneur Jack Curran. C'est dans cette université qu'il est diplômé en 1967. Il joue ensuite au basket-ball avec les Friars de Providence College. Il est capitaine de l'équipe de basket-ball en troisième année, de 1970 à 1971. Il mène la dite université à un record de 20 à 8 et à une apparition au National Invitation Tournament (NIT). Il obtient son diplôme de cinquième meilleur buteur de tous les temps de l'école avec 1 258 points et est le meilleur buteur de l'équipe en deuxième année et en troisième année. Il est alors nommé sophomore de 1re de la Nouvelle-Angleterre de l'année (deuxième année de Lycée américain) den 1969. Les accomplissements sportifs de Larrañaga à l'Université de Providence sont reconnus par son intronisation au panthéon (hall of fame  en 1991). En 1971, il reçoit son diplôme d'économie de Providence et est sélectionné au sixième tour de la Draft 1971 de la NBA par les Pistons de Détroit. Il n'a jamais cherché à faire carrière en NBA, préférant plutôt devenir entraîneur.
Le grand-père de Larrañaga est né à Cuba de parents basques. Il est membre de la société de cigares Por Larrañaga.
Jim Larrañaga est le père de l'entraîneur adjoint de la NBA Jay Larrañaga.

### Carrière d'entraîneur
Juste après avoir obtenu son diplôme à l'Université catholique de Providence, Larrañaga accepte un poste en tant qu'assistant de Terry Holland chez les Wildcats de l'université Davidson College basée à Davidson en Caroline du Nord, devenant également l'entraîneur de l'équipe de première année. Au cours de ses cinq années passés sous la direction de Terry Holland, l'académie de Davidson a remporté trois titres de saison régulière de la Southern Conference et a atteint le NIT (National Invitation Tournament) une fois. L'université a également inscrit un record de 47-12 avec Jim Larrañaga comme entraîneur de première année.
En 1976, il s'installe en Belgique pour devenir joueur-entraîneur d'un club professionnel, mais n'y reste qu'une saison.

#### Université d'État de Bowling Green
En 1986, Larrañaga quitte la Virginie pour prendre le poste d'entraîneur-chef à l'académie publique de Université d'État de Bowling Green, dans l'Ohio. À sa première saison là-bas, les Falcons s'améliorent au cours de la saison 1985–86, terminant par un score de 15–14. Durant les onze années qui suivent, il enregistre un record de 170-144, et n'est que le deuxième entraîneur de l'histoire de Bowling Green à amener les Falcons en séries éliminatoires au cours des années consécutives (les éditions du NIT de l'année 1990 et 1991). Pendant qu'il est entraîneur à Bowling Green, les Falcons battent les équipes des Wildcats de le université du Kentucky, des Spartans de l'université d'État du Michigan (deux fois), des Buckeyes de l'université d'État de l'Ohio, les Nittany Lions de l'université d'État de Pennsylvanie et les Boilermakers de l'université Purdue. Au cours de sa dernière saison à Bowling Green (1996-1997), il mène les Falcons à un co-championnat de saison régulière à la Mid-American Conference, et est également nommé entraîneur de l'année de la conférence. Il est toujours le deuxième entraîneur ayant le plus primé de l'histoire de l'école (derrière seulement Harold Anderson, inscrit au panthéon (ou hall of fame) de l'école), ainsi que l'un des entraîneurs ayant le plus de victoires de la Mid-American Conference.
Antonio Daniels, un joueur de la NBA qui a été sélectionné quatrième lors du repêchage de 1997 avait à l'époque joué avec Larrañaga comme entraineur.

#### Georges Mason
Larrañaga arrive à l'université George-Mason en 1997. Sa première équipe perd par 9 à 18, mais on pouvait voir des signes d'amélioration. Au cours de la saison 1998–99, les Patriots remportent un match par 19–11, gagnant ainsi le premier titre de saison régulière de la Colonial Athletic Association (CAA) de l'histoire. Ils gagnent ainsi le droit à participer au championnat NCAA de basket. Les Patriots se rendent de nouveau au tournoi NCAA en 2001 et à deux NIT en 2002 et 2004. L'équipe de 2004 est considéré comme remarquable puisqu'elle est la première équipe de l'université G. Mason à obtenir 20 victoires en quatorze ans, et remporte également des matchs consécutifs en séries éliminatoires pour la première fois de l'histoire de l'école.

##### Autres accomplissements
Jusqu'en février 2011, Larrañaga obtient 271 victoires pendant sa carrière avec les Patriots de l'université George-Mason, ce qui fait de lui l'entraîneur ayant remporté le plus de victoire de l'histoire de l'école et de la CAA.
Il remporte le titre d'entraîneur de l'année de CAA à deux reprises, la première fois en 1999 et ensuite en 2011. Le titre de 2011 est remporté après que les Patriots aient décroché le record de l'école de 15 victoires consécutives pour terminer la saison, restant invaincus au Patriot Center, établissant un record pour les victoires en saison régulière (25 victoires) de l'école de Mason et obtenant la première place au tournoi CAA.

## Carrière

### Carrière en tant que joueur
- 1968-1971 (Providence)

### Carrière en tant que Coach
- 1971-1976 : Wildcats de Davidson (en tant qu'assistant)
- 1977-1979 : Yellow Jackets de l'American International College (en)
- 1979-1986 : Cavaliers de Virginie (en tant qu'assistant)
- 1986-1997 : Falcons de Bowling Green
- 1997-2011 : Patriots de George Mason
- 2011 à aujourd'hui : Hurricanes de Miami